# Scholastique Pitton
Pour les articles homonymes, voir Pitton.
Jean Scholastique Pitton (né à Aix-en-Provence le 18 décembre 1621, mort à Aix-en-Provence le 21 février 1689) est un littérateur et un historien français.

## Biographie
S'orientant jeune vers la carrière de médecin, il exerce cette profession à Saint-Chamas. Mais la passion de l'Histoire lui fait négliger ses malades. Pitton souhaite devenir historien, suivant en cela le modèle de l'historien aixois Honoré Bouche dont il jalouse la gloire. Bien qu'admiratif de l'homme, il n'a de cesse « de le décrier ou de le mordre ».
Après la mort de sa deuxième femme, il obtient de Rome une dispense pour entrer dans les ordres. Il l'obtient le jour où il épouse sa troisième femme. Il est l'auteur d'une Histoire de la ville d'Aix (1666), jugée de quelque utilité par ses successeurs, bien que mal ordonnée et mal écrite. Ses écrits ultérieurs bénéficieront de critiques plus élogieuses.

## Publications
- Histoire de la ville d'Aix, Aix, Par Charles David imprimeur, 1666 (lire en ligne)
- Annales de l'église d'Aix avec les dissertations historiques contre maître Launoy, Lyon, Chez Mathieu Libéral, 1668 (lire en ligne),
- 'Les eaux chaudes de la ville d'Aix. De leur vertu, à quelles maladies elles sont utiles; & de quelle façon s'en servir, Aix, Par Charles Davis imprimeur, 1678 (lire en ligne)
- De conscribenda historia rerum naturalium Provinciæ, Aix (1679),
- Sentimens sur les historiens de Provence, Aix, Chez Charles David imprimeur, 1682.